# Хаси, Бесник
Бесник Хаси (алб. Besnik Hasi; род. 29 декабря 1971, Джяковица, САК Косово) — югославский и албанский футболист, полузащитник. Известен по своим выступлениям за сборную Албании и клубы «Генк» и «Андерлехт». Работал главным тренером «Андерлехта», «Легии» и «Олимпиакоса».

## Карьера

### Клубная карьера
Родился в городе Джяковица, Югославия. Начинал заниматься футболом в клубе своего родного города «Велазними», позднее перешёл в клуб Второй югославской лиги «Лириа» в котором дебютировал во взрослом футболе, в клубе выступал два года, провёл 46 матчей и забил 2 гола.
С 1990 года игрок клуба Второй югославской лиги «Загреб». В сезоне 1991/92 находился в аренде сначала в «Динамо Панчево», позже в «Приштине», выступавшей в Первой югославской лиге, за которую провёл один матч. Позже выступал в только образованной Первой лиге Хорватии в составе «Загреба», также выступал за хорватский клуб «Самобор».
В 1994 году перебирается в клуб Второго дивизиона Бельгии «Генк». В сезоне 1995/96 со своей командой добился права выступать в высшей лиге Бельгии. Поиграв некоторое время в аренде за немецкий клуб «Мюнхен 1860», Хаси возвращается в «Генк», с которым становится чемпионом Про Лиги в сезоне 1998/99 и обладателем Кубка Бельгии 2000 года.
В 2000 году заключает контракт с клубом «Андерлехт», в клубе провёл 6 лет и трижды становился чемпионом Бельгии. За клуб провёл 107 матчей и забил 1 гол.
В 2006 году переходит в клуб «Локерен», за который выступал до конца сезона 2006/07, проведя 35 матчей и забив 1 гол.
В начале сезона 2007/08 подписывает двухлетний контракт с клубом «Серкль Брюгге», отыграв один сезон, проведя 31 матч, принимает решение о завершении карьеры.

### Международная карьера
Провёл 47 матчей в составе сборной Албании, забил 2 гола. Является первым косовским албанцем, выступавшим за сборную Албании, из-за чего часто указывается в прессе как человек символизирующий объединение Косово и Албании.

#### Международные голы
| #  | Дата             | Стадион              | Соперник | Счёт | Результат | Соревнование           |
| -- | ---------------- | -------------------- | -------- | ---- | --------- | ---------------------- |
| 1. | 10 сентября 2003 | Кемаль Стафа, Тирана | Грузия   | 1:0  | 3:1       | Квалификация Евро-2004 |
| 2. | 2 сентября 2006  | Динамо, Минск        | Беларусь | 2:2  | 2:2       | Квалификация Евро-2008 |

### Тренерская карьера
Работал помощником главного тренера в «Андерлехте». В марте 2014 года, после того как Джон ван ден Бром покинул клуб, был назначен главным тренером.

#### Тренерская статистика
| Команда         | начало работы | окончание работы | статистика | статистика | статистика | статистика | статистика | статистика |
| Команда         | начало работы | окончание работы | М          | В          | Н          | П          | Поб. %     | Ссылка     |
| --------------- | ------------- | ---------------- | ---------- | ---------- | ---------- | ---------- | ---------- | ---------- |
| Андерлехт       | 10 марта 2014 | 26 мая 2016      | 119        | 64         | 28         | 27         | 053,78     | [ 10 ]     |
| Легия (Варшава) | 4 июня 2016   | 18 сентября 2016 | 18         | 5          | 6          | 7          | 027,78     | [ 11 ]     |
| Олимпиакос      | 8 июня 2017   | 25 сентября 2017 | 11         | 6          | 3          | 2          | 054,55     | [ 12 ]     |
| Аль-Раед        | июль 2018     | 31 мая 2021      | 97         | 36         | 23         | 38         | 037,11     | [ 13 ]     |
| Итого           | Итого         | Итого            | 245        | 111        | 60         | 74         | 045,31     | —          |

## Достижения

### Игровая карьера
- Чемпион Бельгии (4): 1998/99, 2000/01, 2003/04, 2005/06
- Кубок Бельгии: 1999/2000
- Суперкубок Бельгии (2): 2000, 2001

### Тренерская карьера
- Чемпион Бельгии: 2013/14
- Суперкубок Бельгии: 2014